# Scènes de la vie privée et publique des animaux
Scènes de la vie privée et publique des animaux est un recueil d'articles, nouvelles et contes satiriques paru en livraison de 1840 à 1842, puis en livre illustré en deux volumes de 1841 à 1842 avec le sous-titre Études de mœurs contemporaines. Édité par Pierre-Jules Hetzel avec la collaboration d'écrivains célèbres, notamment P.-J. Stahl (pseudonyme de Pierre-Jules Hetzel), Honoré de Balzac, Charles Nodier, George Sand, Émile de La Bédollière, Gustave Droz, Jules Janin, Paul de Musset. Chaque texte est illustré de vignettes de Grandville.
L'ouvrage connu un tel succès qu'en 1845 paraissait déjà la cinquième édition.

## Composition des volumes
Tome I
- P.-J. Stahl : Prologue.
- P.-J. Stahl, Histoire d’un lièvre.
- Balzac, Peines de cœur d'une chatte anglaise.
- P.-J. Stahl, Les Aventures d'un papillon.
- Émile de La Bédollière, Les Contrariétés d'un crocodile.
- P.-J. Stahl, Oraison funèbre d'un vers à soie.
- Sous la signature de George Sand mais écrit par Balzac : Voyage d'un moineau de Paris à la recherche du meilleur gouvernement.
- Gustave Droz, Les Doléances d'un vieux crapaud.
- Jules Janin, Le Premier feuilleton de Pistolet.
- Édouard Lemoine, Le Rat philosophe.
- Paul de Musset, Les Souffrances d'un scarabée.
- Charles Nodier, Un renard pris au piège.
- Balzac, Guide-âne à l'usage des animaux qui veulent parvenir aux honneurs
- Gustave Droz, Les Contradictions d'une levrette.
- Louis Viardot, Topaze peintre de portrait.
- Balzac, Voyage d'un lion d'Afrique à Paris.

Tome II
- P.-J. Stahl, Encore une révolution.
- Alfred de Musset, Histoire d'un merle blanc.
- Gustave Droz, Le Mari de la reine.
- Balzac, Les Amours de deux bêtes.
- P.-J. Stahl, Les Peines de cœur d'une chatte française.
- Émile de La Bédollière, Causes célèbres.
- L. Baude, L'Ours.
- P.-J. Stahl, Le Septième Ciel
- Marie Mennessier-Nodier, Lettres d'une hirondelle à une serine.
- Pierre Bernard, Les Animaux médecins.
- Charles Nodier, Tablettes de la girafe.
- Gustave Droz, Propos aigres d'un corbeau.
- P.-J. Stahl, Souvenirs d'une vieille corneille.
- P.-J. Stahl, Dernier chapitre.